# Championnat d'Écosse de football de deuxième division 1894-1895
Navigation
Édition précédente Édition suivante
Le Championnat d'Écosse de football de deuxième division 1894-1895 est la deuxième saison de la Scottish Division Two. 
Il est remporté pour la deuxième fois consécutive par le Hibernian Football Club basé à Édimbourg. Mais cette fois-ci il est bien promu en première division pour la saison 1895-1896. 

## Les clubs participants
Trois nouvelles équipes participent au championnat : le Renton Football Club est relégué de la première division écossaise après avoir terminé à la dernière place. Dundee Wanderers Football Club et l'Airdrieonians Football Club sont élus dans le championnat et remplacent Northern FC et Thistle FC.
| Club                                | Ville                 |
| ----------------------------------- | --------------------- |
| Abercorn Football Club              | Paisley               |
| Airdrieonians Football Club         | Airdrie               |
| Clyde Football Club                 | Glasgow (Barrowfield) |
| Cowlairs Football Club              | Glasgow (Cowlairs)    |
| Dundee Wanderers Football Club      | Dundee                |
| Hibernian Football Club             | Édimbourg             |
| Morton Football Club                | Greenock              |
| Motherwell Football Club            | Motherwell            |
| Partick Thistle Football Club       | Partick               |
| Port Glasgow Athletic Football Club | Port Glasgow          |

## Compétition

### Organisation
Le championnat s'organise comme la première division : une poule où toutes les équipes se rencontrent deux fois, une fois à domicile et une fois à l'extérieur. Les victoires valent 2 points, les matchs nuls 1 et les défaites 0.

### Classement
La rencontre entre Airdronians et Dundee Wanderers a donné lieu à un score fleuve, Dundee s'inclinant sur le score de 15 buts à 1. Cela reste la plus lourde défaite de l'histoire dans un championnat écossais.
| Rang | Équipe                | Pts | J  | G  | N | P  | Bp | Bc | Diff |
| ---- | --------------------- | --- | -- | -- | - | -- | -- | -- | ---- |
| 1    | Hibernian FC T        | 30  | 18 | 14 | 2 | 2  | 92 | 28 | +64  |
| 2    | Motherwell FC         | 22  | 18 | 10 | 2 | 6  | 56 | 39 | +17  |
| 3    | Port Glasgow Athletic | 20  | 18 | 8  | 4 | 6  | 62 | 56 | +6   |
| 4    | Renton R              | 20  | 17 | 10 | 0 | 7  | 46 | 44 | +2   |
| 5    | Morton                | 19  | 18 | 9  | 1 | 8  | 59 | 63 | -4   |
| 6    | Abercorn              | 18  | 18 | 7  | 4 | 7  | 51 | 65 | -14  |
| 7    | Airdrieonians P       | 18  | 18 | 8  | 2 | 8  | 68 | 45 | +23  |
| 8    | Partick Thistle FC    | 17  | 18 | 7  | 3 | 8  | 50 | 62 | -12  |
| 9    | Dundee Wanderers P    | 9 1 | 17 | 3  | 1 | 13 | 44 | 86 | -42  |
| 10   | Cowlairs              | 7   | 18 | 2  | 3 | 13 | 37 | 77 | -40  |

| Légende : Qualifications et relégations | Légende : Qualifications et relégations                                  |
| --------------------------------------- | ------------------------------------------------------------------------ |
|                                         | Vainqueur du championnat et promu en Scottish Division One 1895-1896     |
|                                         | Ne représentent pas d'équipe                                             |
|                                         | T : Tenant du titre P : Nouvelle équipe R : relégué de première division |

- Note 1 : Renton ne s'est pas présenté pour un match contre les Dundee Wanderers. Deux points ont été accordés sur tapis vert à Dundee.
- Dundee Wanderers et Cowlairs se retirent du championnat au terme de la saison.
- Kilmarnock Football Club et Linthouse Football Club sont élus pour participer à la saison suivante.

## Sources
- Classement complet sur www.rsssf.com